# Izabella Malik
Izabella Malik (ur. 1970 w Chorzowie) – polska aktorka teatralna.
Absolwentka Studium Wokalno-Baletowego przy Gliwickim Teatrze Muzycznym.
Debiutowała w chorzowskim Teatrze Rozrywki postacią Bywalczyni kabaretu Kit-Kat w spektaklu Cabaret. Jej pierwszą dużą rolą była Ania Shirley w widowisku muzycznym Ania z Zielonego Wzgórza, które nie schodziło z afisza przez siedem lat.
Obecnie związana jest z Teatrem Rozrywki, współpracuje też z katowickim Teatrem Korez.

## Ważniejsze role

### Spektakle teatralne
- „Ania z Zielonego Wzgórza” – Ania Shirley
- „Kaczo” – Ona
- „Okno na Parlament” – pokojówka
- „The Rocky Horror Show” – Columbia
- „Szwagierki” – Liza Pakiet
- „Ślady” – Panna Młoda
- „Krzyk według Jacka Kaczmarskiego”
- „Skrzypek na dachu – Szprynca, Chawa, Fruma Sara
- „Jesus Christ Superstar”
- „Odjazd"
- „Pan Plamka i jego kot"
- „Stuku puku. Wszystko jest muzyką"
- „Cholonek” – Tekla
- „Rent” – Joanne
- „Położnice szpitala Św Zofii” – żona 1
- „Chryzostoma Bulwiecia podróż do Ciemnogrodu” – Lis
- „Adonis ma gościa” – wrona
- „Czarodziej z krainy Oz” – Dorotka
- „Monachomachia”
- „Cabaret”
- „Our House” – Zosia
- „Evita”
- „Producenci”
- „Wesele na Górnym Śląsku” – Barbórka
- „West side story” – Anybodys
- „O co biega” – pokojówka Ida

### Film
- „Angelus”
- „Los chłopakos”
- „Benek”

### Dubbing
- Małpka wie – nauczy cię – Małpka
- W.I.T.C.H. Czarodziejki – Irma Lair
- Pucca
- Jerry i paczka
- Shuriken School
- Król szamanów
- Sonic X – Chris Thorndyke
- Dziwne przypadki w Blake Holsey High –
  - Corrine Baxter,
  - Josie Trent (jedna scena – błąd dubbingu, odc. 2),
  - Tara (odc. 15),
  - uczennice (odc. 19, 25),
  - trenerka Carson (odc. 22),
  - jedna z kandydatek na wokalistkę zespołu Magnet 360 (odc. 23),
  - chłopiec w kinie (odc. 29),
  - Tyler w postaci Corrine (odc. 31)
- MegaMan NT Warrior –
  - Tori,
  - Maddie
- Odlotowe agentki – różne głosy (sezony I-III)
- Johnny Kapahala: Z powrotem na fali
- Krówka Connie
- Prosiaczek Cienki
- Pecola – Pecola

## Nagrody i nominacje
- Złota Maska 1994 (za spektakl „Ania z Zielonego Wzgórza”)
- Nominacja do Złotej Maski 2005 (za spektakl „Cholonek”)
- Nagroda prezydenta miasta Chorzów